# Sàtir I
Sàtir I (en llatí Satyrus, en grec antic Σάτυρος) va ser un rei del Bòsfor.
Era fill d'Espàrtoc I i va pujar al tron vers el 407 aC o 406 aC. Com que segons Diodor de Sicília el successor d'Espàrtoc, Seleuc, només va regnar quatre anys (vers 431 a 427 aC), resten vint anys sense notícies, el que indicaria un error de Diodor. Una teoria suggereix que després de Seleuc i hauria un altre rei de nom Espàrtoc i que aquest seria el pare de Sàtir.
Del seu regnat només se sap que va tenir contactes comercials amb Atenes, amb la que va tenir una relació amistosa; aquesta política la va continuar el seu fill Leucó I. Isòcrates d'Atenes el descriu en favorables termes.
Va morir al setge de Teodòsia l'any 393 aC i el va succeir el seu fill Leucó I.